# Autostrada A1 (Słowenia)
Autostrada A1 (słoweń. Avtocesta A1, Slovenika, Štajersko-primorska avtocesta, Štajerski in Primorski krak) – najdłuższa autostrada w Słowenii, o długości 241,4 km. Przecina kraj z północnego wschodu na południowy zachód, łącząc trzy największe słoweńskie miasta: Lublanę, Celje oraz Maribor i umożliwiając dojazd ze stolicy nad Morze Adriatyckie. Najważniejszy szlak komunikacyjny pomiędzy wschodnią i zachodnią częścią kraju.

## Trasy europejskie
Fragmenty A1 znajdują się w ciągu tras europejskich: 
- E57 (na odcinku między granicą z Austrią, a Mariborem),
- E59 (na odcinku między granicą z Austrią, a Lublaną),
- E61 (na odcinku między Lublaną, a węzłem Kozina),
- E70 (na odcinku między Lublaną, a węzłem Gabrk).

## Historia
Budowę pierwszego odcinka autostrady (Vrhnika – Postojna, długości 30,1 km) rozpoczęto w 1970, a ukończono 29 grudnia 1972. 14 sierpnia 2009 oddano do użytku ostatni brakujący odcinek (Pesnica – Slivnica, długości 20,9 km).

## Opłaty
Przejazd arterią jest płatny za pomocą winiet. Koszt winiety uzależniony jest od czasu ważności oraz masy pojazdu.